# Mohamed Azima
Mohamed Semida Abdel Azim znany jako Mohamed Azima (ar. محمد عبد العظيم; ur. 17 października 1968 w Kairze) – egipski piłkarz grający na pozycji pomocnika. W swojej karierze rozegrał 13 meczów w reprezentacji Egiptu.

## Kariera klubowa
Swoją karierę piłkarską Azima rozpoczął w klubie Al-Ahly Kair. W sezonie 1987/1988 zadebiutował w jego barwach w pierwszej lidze egipskiej. W sezonie 1987/1988 wywalczył z nim wicemistrzostwo Egiptu, a w sezonie 1988/1989 sięgnął po dublet - mistrzostwo i Puchar Egiptu.
W 1990 roku Azima przeszedł do niemieckiego drugoligowego klubu Fortuna Köln. Na początku 1993 został zawodnikiem innego drugoligowca, VfB Oldenburg. Z kolei w sezonie 1993/1994 był piłkarzem grającej w Oberlidze, Arminii Bielefeld.
Latem 1994 roku Azima trafił do austriackiego Vorwärts Steyr. Swój debiut w nim zaliczył 3 sierpnia 1994 w zremisowanym 1:1 wyjazdowym meczu ze Sturmem Graz. Grał w nim przez dwa sezony.
W 1996 roku Azima przeszedł do południowokoreańskiego Ulsan Hyundai FC. Następnie w tym samym roku wrócił do Niemiec i do 1998 występował w FC 08 Homburg. W sezonie 1998/1999, ostatnim w karierze, grał w SC Pfullendorf.
| Sezon   | Klub              | Kraj             | Rozgrywki     | Mecze | Bramki |
| ------- | ----------------- | ---------------- | ------------- | ----- | ------ |
| 1987/88 | Al-Ahly Kair      | Egipt            | I liga        | ?     | ?      |
| 1988/89 | Al-Ahly Kair      | Egipt            | I liga        | ?     | ?      |
| 1989/90 | Al-Ahly Kair      | Egipt            | I liga        | ?     | ?      |
| 1990/91 | Fortuna Köln      | Niemcy           | 2. Bundesliga | 19    | 2      |
| 1991/92 | Fortuna Köln      | Niemcy           | 2. Bundesliga | 27    | 5      |
| 1992/93 | Fortuna Köln      | Niemcy           | 2. Bundesliga | 7     | 1      |
| 1992/93 | VfB Oldenburg     | Niemcy           | 2. Bundesliga | 9     | 0      |
| 1993/94 | Arminia Bielefeld | Niemcy           | Oberliga      | 9     | 1      |
| 1994/95 | Vorwärts Steyr    | Austria          | Bundesliga    | 27    | 2      |
| 1995/96 | Vorwärts Steyr    | Austria          | Bundesliga    | 18    | 1      |
| 1996    | Ulsan Hyundai FC  | Korea Południowa | K League 1    | 13    | 1      |
| 1996/97 | FC 08 Homburg     | Niemcy           | Regionalliga  | 8     | 0      |
| 1998/99 | FC 08 Homburg     | Niemcy           | Regionalliga  | 20    | 4      |
| 1999/00 | SC Pfullendorf    | Niemcy           | Regionalliga  | 25    | 4      |

## Kariera reprezentacyjna
W reprezentacji Egiptu Azima zadebiutował 21 stycznia 1989 w zremisowanym 1:1 meczu eliminacji do MŚ 1990 z Malawi, rozegranym w Lilongwe. W 1992 roku został powołany do kadry na Puchar Narodów Afryki 1992. Zagrał w nim w dwóch meczach grupowych: z Zambią (0:1) i z Ghaną (0:1). Od 1988 do 1995 wystąpił w kadrze narodowej 13 razy i strzelił 1 gola.